# Ligne Seibu Toshima
La ligne Seibu Toshima (西武豊島線, Seibu Toshima-sen) est une courte ligne ferroviaire de la compagnie privée Seibu à Tokyo au Japon. Elle relie la gare de Nerima à celle de Toshimaen dans l'arrondissement de Nerima. C'est une branche de la ligne Seibu Ikebukuro.
Sur les cartes, la ligne Seibu Toshima est de couleur orange et les stations sont identifiées par les lettres SI suivies d'un numéro.

## Histoire
La ligne a été ouverte le 15 octobre 1927.

## Caractéristiques

### Ligne
- Longueur : 1,0 km
- Ecartement : 1 067 mm
- Alimentation : 1 500 Vcc par caténaire
- Nombre de voies : Voie unique

### Services et interconnexions
La ligne est interconnectée avec la ligne Seibu Ikebukuro à Nerima.

### Liste des gares
La ligne comporte 2 gares, identifiées SI06 et SI39.
| Numéro | Gare      | Nom japonais | Distance (km) | Correspondances                                                 | Localisation |
| ------ | --------- | ------------ | ------------- | --------------------------------------------------------------- | ------------ |
| SI06   | Nerima    | 練馬         | 0             | Seibu : Ikebukuro (interconnexion), Seibu-Yūrakuchō Toei : Ōedo | Tokyo        |
| SI39   | Toshimaen | 豊島園       | 1,0           | Toei : Ōedo                                                     | Tokyo        |